# Emanuele Birarelli
Emanuele Birarelli, soprannominato Bira (Senigallia, 8 febbraio 1981), è un ex pallavolista italiano.

## Carriera

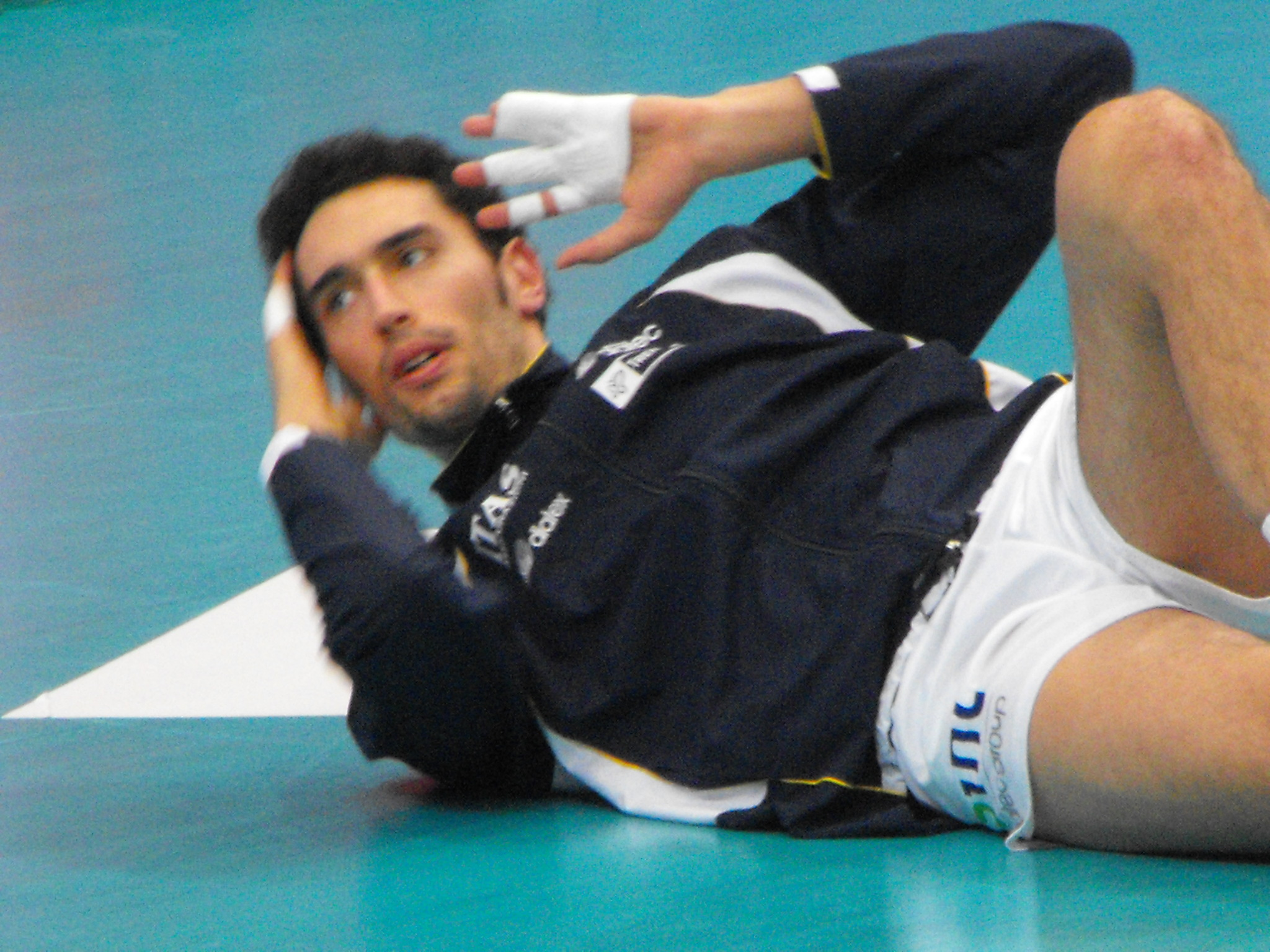
Emanuele durante un riscaldamento

Iniziò la sua carriera nel massimo campionato nazionale nel 1998, nella Pallavolo Falconara. Restò nelle Marche fino al 2003, quando la sua carriera subì un brusco stop. Gli venne diagnosticata un'ischemia che avrebbe potuto limitargli l'utilizzo di un braccio. Durante le terapie smise di giocare, e per due anni lavorò in uno studio come geometra.
Dopo due anni di forzato ritiro tornò a giocare a pallavolo, nella formazione abruzzese di Pineto. Passò anche per Verona, ma nel 2007 si accasò a Trento, alla Trentino Volley. Con la maglia trentina vinse il primo scudetto della storia della società nel 2008. Grazie all'ottima annata culminata con la vittoria nel campionato venne convocato per la prima volta da Andrea Anastasi per far parte della nazionale italiana, riuscendo dopo poche partite a conquistarsi la maglia di titolare. Ha fatto parte della spedizione azzurra alle Olimpiadi di Pechino 2008, classificatasi al quarto posto.
Nella stagione successiva, precisamente il 5 aprile 2009, si aggiudicò a Praga la sua prima Champions League, venendo anche premiato come miglior giocatore al servizio della competizione. Nel 2009 vinse la prima Coppa del Mondo per club, mentre nel 2010 si aggiunse nel palmarès anche la Coppa Italia. Durante le prime giornate della stagione 2010-11 fu vittima di un infortunio ad un dito della mano: questo incidente gli impedì di scendere in campo durante la Coppa del Mondo per club 2010.
Il suo ruolo di titolare in Nazionale non venne messo in discussione anche con l'arrivo sulla panchina azzurra di Mauro Berruto, che lo convocò ad ogni manifestazione. Nel 2011 vinse in azzurro il Memorial Hubert Wagner e conquistò la medaglia d'argento al Campionato europeo, bissata anche nell'edizione 2013. Con la nazionale disputò anche i Giochi olimpici di Londra 2012, vincendo la medaglia di bronzo, oltre a quella di bronzo alla Grand Champions Cup 2013. Nel 2014 è stato capitano della nazionale che ha concluso al terzo posto il trofeo World League di pallavolo a Firenze.
Nella stagione 2015-16 viene ingaggiato dalla Sir Safety Umbria Volley Perugia dove resta per due annate; con la nazionale conquista la medaglia d'argento ai Giochi della XXXI Olimpiade. Nella stagione 2017-18 si accasa al BluVolley Verona, sempre in Serie A1.

## Vita privata
Laureato in scienze motorie, è sposato con Elena dal 18 agosto 2012.
Dal 2007 al 2013 e nella stagione 2016/2017 è compagno di squadra, sia con club sia in Nazionale, di Andrea Bari. Entrambi sono originari di Ostra, piccolo comune della provincia di Ancona, ed erano compagni di classe ai tempi della scuola elementare.

## Palmarès

### Club
- Campionato italiano: 4

2007-08, 2010-11, 2012-13, 2014-15
- Coppa Italia: 3

2009-10, 2011-12, 2012-13
- Supercoppa italiana: 2

2011, 2013
- Campionato mondiale per club: 4

2009, 2010, 2011, 2012
- Champions League: 3

2008-09, 2009-10, 2010-11
- Campionato italiano A2: 1

2000-01

### Nazionale (competizioni minori)
- Campionato europeo juniores 2000
- Memorial Hubert Wagner 2011

### Premi individuali
- 2009 - Champions League: Miglior servizio[5]
- 2009 - Serie A1: Miglior servizio[6]
- 2012 - Mondiale per club: Miglior muro[7]
- 2013 - World League: Miglior centrale
- 2013 - Mondiale per club: Miglior centrale[8]
- 2013 - Serie A1: Miglior servizio[6]
- 2013 - Grand Champions Cup: Miglior centrale
- 2014 - Serie A1: Miglior centrale
- 2016 - Giochi della XXXI Olimpiade: Miglior centrale